# Fat Lever
Lafayette "Fat" Lever (Pine Bluff, 18 de agosto de 1960) é um ex-jogador norte-americano de basquete profissional.
Ele jogou basquete universitário na Universidade Estadual do Arizona e foi selecionado pelo Portland Trail Blazers como a 11º escolha geral no draft da NBA de 1982. Ele foi selecionado duas vezes para o All-Star Game e tem a sua camisa de número 12 aposentada pelo Denver Nuggets.
Mais tarde, ele atuou como diretor de desenvolvimento de jogadores do Sacramento Kings e como analista para transmissões de rádio do time.

## Primeiros anos
Filho de Elmer e Willie Lever, Fat nasceu em Pine Bluff, Arkansas. O segundo de três filhos, ele foi apelidado de Fat por seu irmão mais novo, Elmer Jr., que tinha problemas para dizer todas as sílabas em seu nome. Seu pai nunca morou com a família. Em 1970, sua mãe, Willie, foi trabalhar no oeste, enquanto os irmãos moravam com os avós. Um ano depois, as crianças se juntaram à mãe em Tucson, Arizona.

## Carreira profissional

### Portland Trail Blazers
Lever foi selecionado pelo Portland Trail Blazers como a 11ª escolha geral no draft da NBA de 1982. Em sua estreia na NBA, Lever registrou 9 pontos, 7 assistências e 4 roubos de bola em uma derrota contra o Kansas City Kings. Em 20 de janeiro, Lever registrou seu primeiro duplo-duplo da carreira com 14 pontos e 13 assistências em uma derrota contra o Dallas Mavericks. Três dias depois, ele registrou seu segundo duplo-duplo na carreira com 11 pontos e 10 assistências em uma vitória sobre o San Antonio Spurs.
Durante sua temporada de estreia, Lever jogou em 81 jogos e teve médias de 7,8 pontos, 2,8 rebotes, 5,3 assistências e 1,9 roubadas de bola.

### Denver Nuggets
Lever foi considerado um dos melhores armadores da NBA no final dos anos 1980 enquanto jogava pelo Denver Nuggets.
Em sua estreia com os Nuggets, Lever registrou 14 pontos e 12 assistências na vitória sobre o Golden State Warriors. Em 6 de novembro, Lever registrou um duplo-duplo de 24 pontos e 18 assistências em uma vitória sobre o Los Angeles Lakers, a primeira vez que isso aconteceu na história dos Nuggets. Em 9 de março contra o Indiana Pacers, ele registrou seu primeiro triplo-duplo da carreira com 13 pontos, 15 assistências e 10 roubos de bola. Em 10 de abril, Lever registrou um duplo-duplo de 26 pontos e 18 assistências em uma derrota contra o Los Angeles Clippers. Naquela época, ele se juntou ao Magic Johnson (em 1982-83) como o único jogador desde a fusão ABA-NBA a ter pelo menos 2 jogos na temporada com 24 pontos e 18 assistências.
Em sua primeira temporada com os Nuggets, Lever jogou em 82 jogos e teve médias de 12,8 pontos, 5,0 rebotes, 7,5 assistências e 2,5 roubos de bola. Na temporada seguinte, Lever continuou seu desempenho impressionante. Em 12 de novembro de 1985, ele registrou seu primeiro duplo-duplo de 30 pontos ao registrar 31 pontos e 12 assistências em uma derrota para o Houston Rockets.
Apesar de seu tamanho (1.91 m), Lever liderou regularmente os Nuggets em rebotes. Ele é o líder de todos os tempos da franquia em roubos de bola e foi o 2º em assistências. Ele é um dos três únicos jogadores na história da NBA a registrar mais de 15 pontos, rebotes e assistências em um único jogo de playoffs (os outros são Wilt Chamberlain e Jason Kidd).

### Dallas Mavericks
Em 1990, Lever foi negociado para o Dallas Mavericks em troca da 9ª escolha geral em 1990 e uma escolha de primeira rodada em 1991.
Lever ficou de fora durante toda a temporada de 1992-93 devido a uma lesão no joelho. Ele terminou sua carreira com os Mavericks em 1994 com médias de 6,9 pontos, 3,5 rebotes, 2,6 assistências e 2,0 roubos de bola.

## Realizações na carreira
Entre as conquistas da carreira de Lever estão: dois All-Star Game, uma Segunda-Equipe All-NBA em 1987 e uma Segunda-Equipe Defensiva em 1988.
No final da temporada de 2021-22, ele ocupava o 11º lugar na lista de mais triplos-duplos em todos os tempos na temporada regular com 43 em 11 temporadas, à frente de jogadores como Michael Jordan (28), Clyde Drexler (25 ) e Kareem Abdul-Jabbar (21).
Ele encerrou sua carreira como o segundo com mais assistências dos Nuggets, atrás do companheiro de equipe Alex English e o terceiro em rebotes, atrás de Dan Issel e English.
Em 2 de dezembro de 2017, os Nuggets aposentaram a camisa número 12 de Lever durante seu jogo contra o Los Angeles Lakers.

## Estatísticas da NBA

### Temporada regular
| Ano      | Equipe   | PJ  | PT  | MPJ  | AP   | 3P   | LL   | RT  | AS  | BR  | TO | PPJ  |
| -------- | -------- | --- | --- | ---- | ---- | ---- | ---- | --- | --- | --- | -- | ---- |
| 1982–83  | Portland | 81  | 45  | 24.9 | .431 | .333 | .730 | 2.8 | 5.3 | 1.9 | .2 | 7.8  |
| 1983–84  | Portland | 81  | 22  | 24.8 | .447 | .200 | .743 | 2.7 | 4.6 | 1.7 | .4 | 9.7  |
| 1984–85  | Denver   | 82  | 82  | 31.2 | .430 | .250 | .770 | 5.0 | 7.5 | 2.5 | .4 | 12.8 |
| 1985–86  | Denver   | 78  | 77  | 33.5 | .441 | .316 | .725 | 5.4 | 7.5 | 2.3 | .2 | 13.8 |
| 1986–87  | Denver   | 82  | 82  | 37.2 | .469 | .239 | .782 | 8.9 | 8.0 | 2.5 | .4 | 18.9 |
| 1987–88  | Denver   | 82  | 82  | 37.3 | .473 | .211 | .785 | 8.1 | 7.8 | 2.7 | .3 | 18.9 |
| 1988–89  | Denver   | 71  | 71  | 38.7 | .457 | .348 | .785 | 9.3 | 7.9 | 2.7 | .3 | 19.8 |
| 1989–90  | Denver   | 79  | 79  | 35.8 | .443 | .414 | .804 | 9.3 | 6.5 | 2.1 | .2 | 18.3 |
| 1990–91  | Dallas   | 4   | 0   | 21.5 | .391 | .000 | .786 | 3.8 | 3.0 | 1.5 | .8 | 7.3  |
| 1991–92  | Dallas   | 31  | 5   | 28.5 | .387 | .327 | .750 | 5.2 | 3.5 | 1.5 | .4 | 11.2 |
| 1993–94  | Dallas   | 81  | 54  | 24.0 | .408 | .351 | .765 | 3.5 | 2.6 | 2.0 | .2 | 6.9  |
| Carreira | Carreira | 752 | 599 | 30.6 | .434 | .271 | .765 | 5.8 | 5.8 | 2.1 | .3 | 13.2 |
| All-Star | All-Star | 2   | 1   | 26.5 | .519 | .000 | .875 | 3.5 | 2.5 | 1.0 | .0 | 16.5 |

### Playoffs
| Ano      | Equipe   | PJ | PT | MPJ  | AP   | 3P   | LL    | RT   | AS  | BR  | TO | PPJ  |
| -------- | -------- | -- | -- | ---- | ---- | ---- | ----- | ---- | --- | --- | -- | ---- |
| 1983     | Portland | 7  | 0  | 19.1 | .452 | .000 | .800  | 2.0  | 4.4 | 1.0 | .0 | 6.0  |
| 1984     | Portland | 5  | 0  | 15.0 | .267 | .667 | .800  | 3.0  | 1.8 | .8  | .0 | 10.0 |
| 1985     | Denver   | 11 | 8  | 31.1 | .402 | .000 | .762  | 6.5  | 8.5 | 2.4 | .2 | 13.3 |
| 1986     | Denver   | 10 | 10 | 34.7 | .450 | .571 | .708  | 4.8  | 5.3 | 2.0 | .2 | 14.3 |
| 1987     | Denver   | 3  | 3  | 33.0 | .380 | .250 | .667  | 6.0  | 7.3 | 2.3 | .0 | 15.3 |
| 1988     | Denver   | 7  | 7  | 39.0 | .459 | .429 | .788  | 9.3  | 7.0 | 1.9 | .6 | 17.0 |
| 1989     | Denver   | 2  | 2  | 29.0 | .375 | .667 | 1.000 | 6.5  | 9.5 | 2.0 | .0 | 11.0 |
| 1990     | Denver   | 3  | 3  | 37.7 | .373 | .143 | .929  | 10.7 | 7.0 | 2.7 | .3 | 17.3 |
| Carreira | Carreira | 48 | 33 | 29.8 | .394 | .340 | .806  | 6.1  | 6.3 | 1.8 | .1 | 13.0 |